# 도체스터 (도싯주)

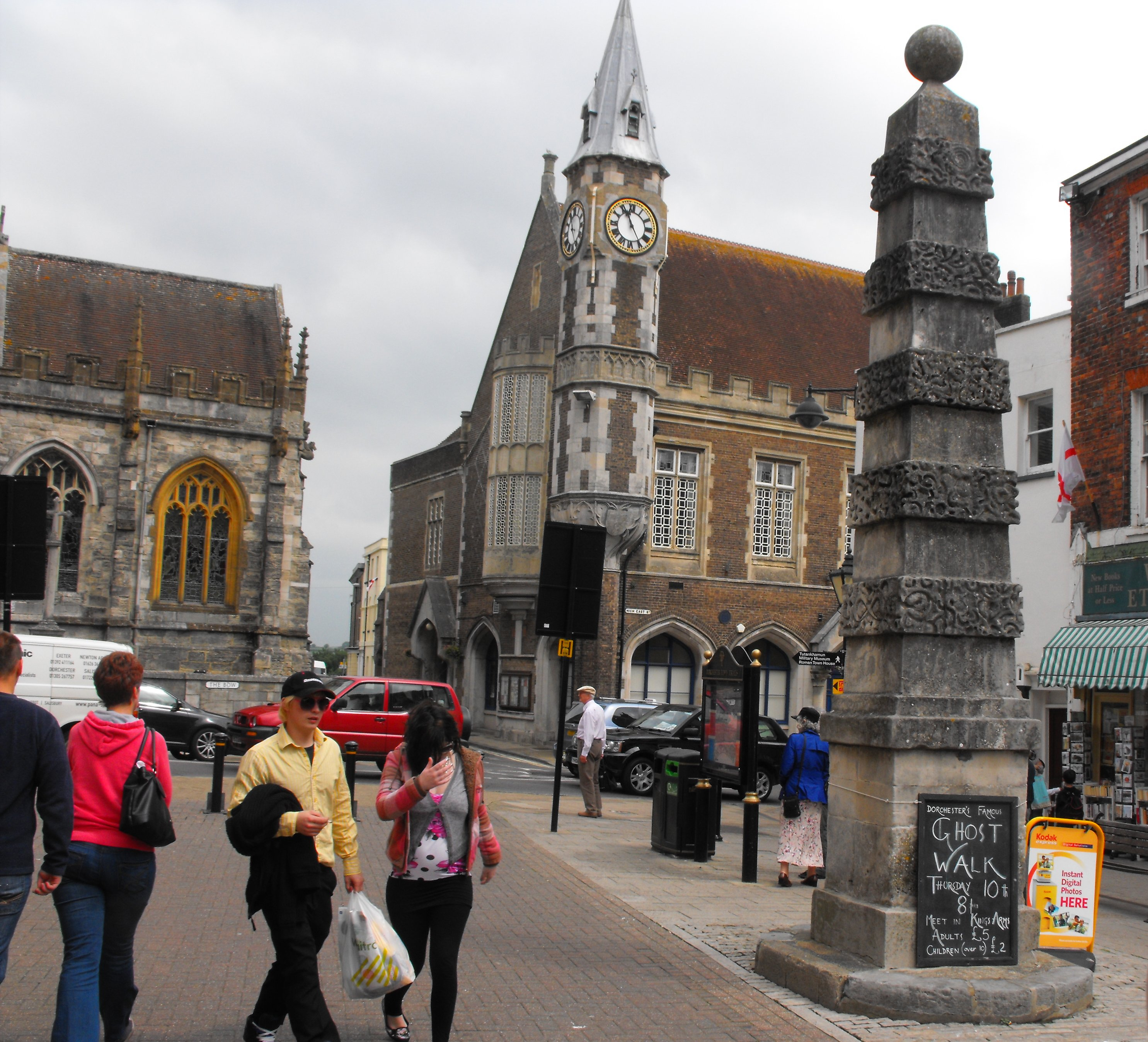
도체스터

도체스터(Dorchester)는 잉글랜드 도싯주의 주도로, 인구는 2011년 조사 기준 19,060명이다.